# Гадюковые (подсемейство)
Гадюковые, или настоящие гадюки (лат. Viperinae), — подсемейство ядовитых змей семейства гадюковых. Включает 100 видов из 13 родов. Большинство — тропические и субтропические виды, хотя один вид — обыкновенная гадюка — обитает даже за полярным кругом[страница не указана 193 дня].
У змей этого подсемейства отсутствуют термочувствительные (инфракрасные) ямки, которые есть у родственного им подсемейства ямкоголовых. Длина змей различается в пределах от 28 см (Bitis schneideri) до свыше 2 метров у габонской гадюки. Большинство видов обитает на земле, но некоторые, такие как кустарниковые африканские гадюки, предпочитают жить на деревьях[страница не указана 193 дня].
Хотя термочувствительные ямки, характеризующих ямкоголовых, у данного подсемейства отсутствуют, у ряда видов присутствует мешочек с сенсорными функциями на носу. Этот мешочек представляет собой кожную складку между надносовыми и носовыми щитками, соединенный с глазничным отростком черепного нерва. Подобное строение похоже на губные ямки у удавов. Данный мешочек присутствует у родов Daboia, Pseudocerastes and Causus, но особенно хорошо развит у африканских гадюк. Эксперименты показывают, что нападение гадюк вызываются не только визуальным либо обонятельными факторами, но тепловыми: более теплокровные животные становятся чаще жертвами нападения[страница не указана 193 дня].
Распространены в Европе, Азии и Африке[страница не указана 193 дня].
Однако, они не найдены на острове Мадагаскар[страница не указана 193 дня].

## Размножение
Как правило, змеи данного подсемейства живородящие, однако некоторые, например, Causus, Cerastes, Pseudocerastes, откладывают яйца[страница не указана 193 дня].

## Систематика
По данным Reptile Database на февраль 2025 года включает 100 видов из 13 родов:
- Atheris — древесные гадюки
- Bitis — африканские гадюки
- Causus — жабьи гадюки
- Cerastes — рогатые гадюки
- Daboia
- Echis — эфы
- Eristicophis — спорные гадюки
- Macrovipera — гигантские гадюки
- Montivipera — малоазиатские гадюки
- Montatheris — горные кенийские гадюки[источник не указан 193 дня]
- Proatheris — болотные гадюки[источник не указан 193 дня]
- Pseudocerastes — ложнорогатые гадюки
- Vipera — настоящие гадюки